# Меро
Меро (англ. Mayreau) — небольшой остров в составе архипелага Гренадины. Является частью Сент-Винсента и Гренадин.

## География
Площадь 2,10 км². Располагается в самой южной части цепочки Гренадин, между Кануаном и Юнионом, и является самым маленьким из населенных островов группы. Электричество было проведено недавно (2002 г.) обеспечивается центральным генератором, который расположен в Соленой бухте. От пристани в Соленой бухте через деревню к заливу Солтвистл проходит однополосная бетонная дорога. Вершину острова венчает небольшая начальная школа; здание связи; кирпично-каменная католическая церковь. Остров получает большую часть воды из трех водосборов, расположенных на восточной стороне острова. Один обслуживает курорт в заливе Солтвистл, а два обслуживают деревню. Соляной залив назван в честь соляного пруда к востоку от песчаного пляжа. В прошлом соль собирали и экспортировали, но сейчас ее собирают только для местного использования. Остров населен в основном рыбаками и поддерживается туризмом. В школе обучается около 50 учеников от детского сада до 6 класса. По завершении начального образования учащиеся посещают средние школы на соседнем острове Юнион или на главном острове Сент-Винсент. В Майро также есть небольшая курортная зона в заливе Солтвистл, очень популярном месте для стоянки яхт.

## Население
Население 280 человек (2012). Один населённый пункт — деревня Олд-Валл, лежащей на вершине холма в юго-западной части острова. 

## Экономика
Ранее была распространена добыча соли, сейчас основной источник дохода — обслуживание туристов. Электричество проведено в 2002 году.